# Narrogin Shire
Narrogin Shire är ett lokalt självstyresområde i Australien. Det ligger i delstaten Western Australia, omkring 180 kilometer sydost om delstatshuvudstaden Perth. Vid folkräkningen 2016 hade området 5 162 invånare.
Utöver huvudorten Narrogin ligger även samhällena Yilliminning och Highbury i Narrogin Shire.